# Juande Ramos
Juande Ramos, właśc. Juan de la Cruz Ramos Cano (ur. 25 września 1954 w Pedro Muñoz) – hiszpański trener i piłkarz.

## Życiorys
Przygodę szkoleniową rozpoczął na początku lat 90. w hiszpańskich klubach niższych lig. W 1998 roku został szkoleniowcem drugoligowego Rayo Vallecano, który jeszcze w tym samym sezonie wprowadził do Primera División.
Od 2001 do 2002 roku prowadził Real Betis. Z ówczesnym beniaminkiem ekstraklasy zajął szóste miejsce w lidze, premiowane awansem do rozgrywek o Puchar UEFA. Jednak w kolejnym sezonie w europejskich pucharach drużynę prowadził Victor Fernandez, ponieważ Ramos zdecydował się przyjąć ofertę z Espanyolu Barcelona, z którego zresztą zwolniono go już po pięciu pierwszych kolejkach rozgrywek 2002–2003.
Później przez rok pracował w Málaga CF, a w czerwcu 2005 roku zastąpił Joaquina Caparrosa na stanowisku trenera Sevilli FC. Zespół bez wybijających się osobowości piłkarskich doprowadził do finału Pucharu UEFA. 10 maja 2006 roku na stadionie w Eindhoven Sevilla pokonała Middlesbrough FC 4:0 po golach Luísa Fabiano, Frédérica Kanouté i dwóch Enzo Mareski, i tym samym zdobyła pierwsze w swojej historii trofeum międzynarodowe. Wielu obserwatorów sądziło, że zwycięstwo podopiecznych Ramosa było przypadkowe i nie powinno mieć wpływu na zmianę pozycji klubu w europejskiej hierarchii. Tymczasem Sevilla na stałe zadomowiła się na najwyższym szczeblu pucharowych rozgrywek. Na początku kolejnego sezonu po zwycięstwie 3:0 nad FC Barceloną wywalczyła Superpuchar Europy, a niemal rok później – jako trzecia drużyna w historii – po raz drugi z rzędu awansowała do finału Pucharu UEFA, w którym po emocjonującym (2:2, k. 3:1) spotkaniu pokonała Espanyol Barcelona.
W październiku 2007 roku, mimo dobrych wyników Sevilli w lidze i w Lidze Mistrzów, Ramos niespodziewanie złożył dymisję. Kilka dni wcześniej z funkcji menedżera Tottenhamu Hotspur zwolniony został Martin Jol. Wielu dziennikarzy wiązało odejście Hiszpana z Sevilli wcześniejszym podpisaniem umowy ze Spursami. I rzeczywiście, 29 października nowym szkoleniowcem Tottenhamu został Juande Ramos. Jednak rok później po słabych wynikach prowadzonej przez niego drużyny, został zwolniony ze stanowiska. Zastąpił go Harry Redknapp.
9 grudnia 2008 rozpoczął pracę z Realem Madryt, który plasował się na piątym miejscu w Primera Divison. Spędził tam tylko pół roku – prowadzony przez niego zespół zakończył sezon na drugim miejscu, Ramos przegrał wyścig zarówno o mistrzostwo, jak i Puchar Hiszpanii z FC Barcelona, a z rozgrywek Ligi Mistrzów odpadł już w 1/8 finału. Po zakończeniu sezonu Ramosa zmienił Manuel Pellegrini.
Tymczasem hiszpański szkoleniowiec już we wrześniu podpisał kontrakt z CSKA Moskwa, jednak po 46 dniach pracy w moskiewskim klubie został zwolniony. O dymisji przesądziła porażka z FK Moskwa, po której zespół spadł na 6. miejsce w tabeli.
1 października 2010 objął stanowisko głównego trenera ukraińskiego Dnipra Dniepropetrowsk, z którym zdobył wicemistrzostwo Ukrainy w 2014 roku, jednak postanowił nie kontynuować współpracy z klubem i 22 maja 2014 opuścił Dniepropetrowsk.
24 maja 2016 roku został ogłoszony ponownie trenerem hiszpańskiego klubu Málaga CF podpisując 3-letnią umowę. 22 grudnia 2016 roku zrezygnował z tej funkcji.

## Sukcesy szkoleniowe
- awans do Primera División w sezonie 1998–99 z Rayo Vallecano
- Puchar UEFA 2006 i 2007, Superpuchar Europy 2006, Puchar Hiszpanii 2007, III miejsce w lidze 2007 oraz IV miejsce w lidze 2006 z Sevillą
- Carling Cup 2008 z Tottenhamem Hotspur
- wicemistrzostwo Hiszpanii 2009 z Realem Madryt
- wicemistrzostwo Ukrainy 2014 z Dniprem Dniepropetrowsk